# Адам Сіуї
Адам Сіуї (англ. Adam Sioui, 10 травня 1982) — канадський плавець.
Учасник Олімпійських Ігор 2008 року.
Призер Панамериканських ігор 2007 року.